# Elissa Aalto
Pour les articles homonymes, voir Aalto.
Elissa Aalto (née Elsa Kaisa Mäkiniemi le 22 novembre 1922 à Kemi – morte le 12 avril 1994 à Helsinki) est une architecte et designer finlandaise.

## Carrière
En 1941 elle commence ses études d'architecture à l’École supérieure technique d'Helsinki.
En 1949, son diplôme en poche, elle débute dans le cabinet d'architecte d’Alvar Aalto. Elle épouse Alvar Aalto, qui a 24 ans de plus qu'elle, en 1952.
Elle dirige la conception de nombreuses œuvres majeures du cabinet parmi lesquelles la mairie de Säynätsalo, le bâtiment principal de l'université de Jyväskylä, le musée d'art d'Aalborg, la Maison Louis Carré.
À la mort d'Alvar Aalto en 1976, elle prend la direction du cabinet Alvar Aalto & Co. Elissa Aalto a travaillé pendant 45 ans d'abord aux côtés de son époux puis elle terminera les projets inachevés comme l’opéra d’Essen. Sa carrière est longue et très productive.
Ainsi Elissa Aalto sera très longtemps la présidente d'Artek.
Elle s'implique dans les travaux d'entretien et de restauration des bâtiments d'Alvar, comme la bibliothèque de Viipuri et la mairie de Rovaniemi.
Elle donne les dessins d'Aalto à la Fondation Alvar Aalto pour qu'ils soient disponibles pour les chercheurs.
Elissa Aalto décède en 1994 et est inhumée auprès de son mari dans le cimetière de Hietaniemi, à Helsinki.

## Galerie

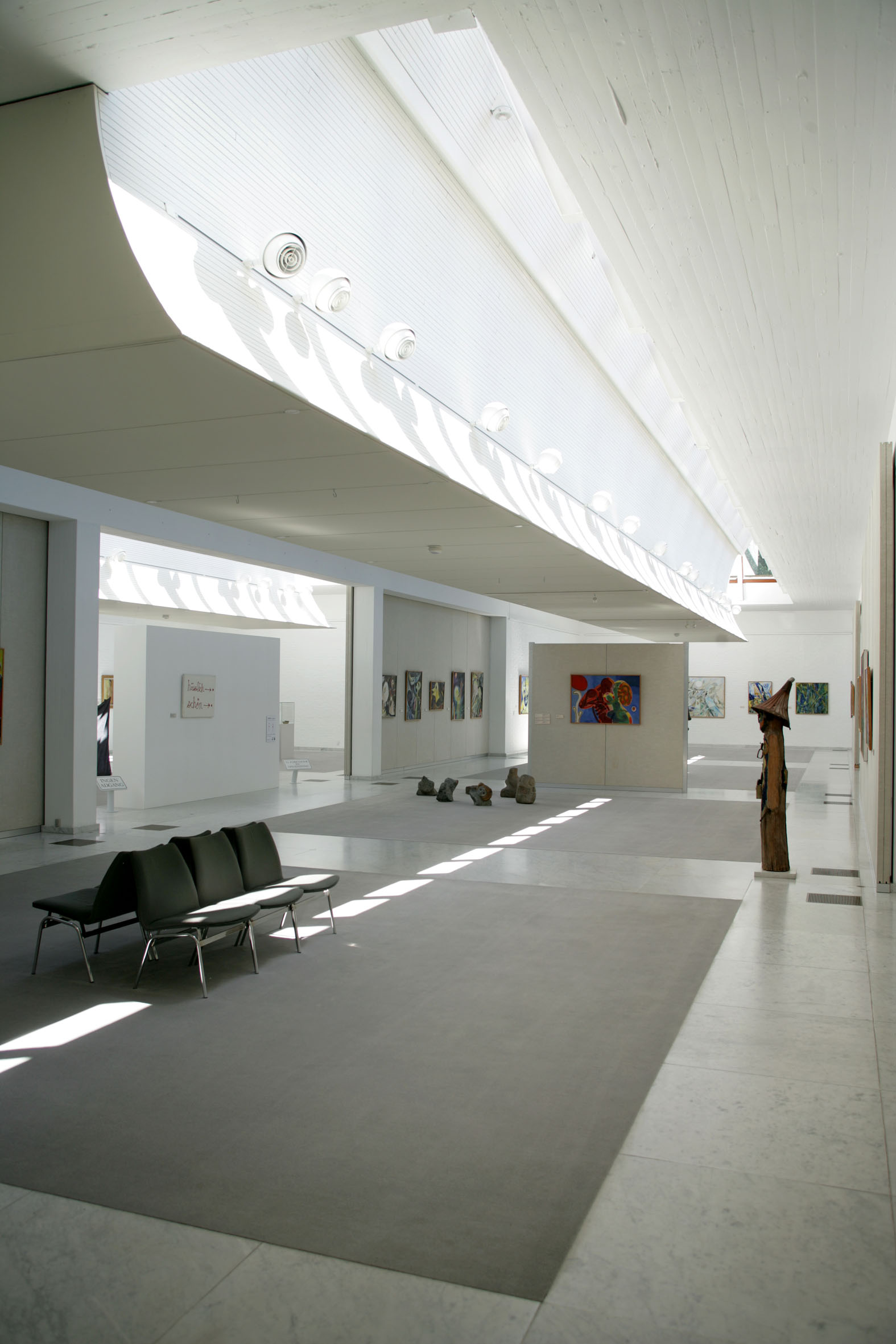
Le musée d'art d'Aalborg, conçu par les époux Aalto et Jean-Jacques Baruel (sv)